# Hat Hor
Hat Hor (fl. XXXIII secolo a.C.) è stato un sovrano egizio della Dinastia 0 del Periodo predinastico dell'Egitto.
Fu un sovrano del Basso Egitto.

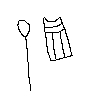
disegno riproducente il serekht di Hat-Hor proveniente da Tura

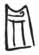
disegno riproducente il serekht di Hat-Hor proveniente da Tarkhan

La sua esistenza si desume dal serekht rinvenuto su un vaso nella tomba 1702 della necropoli di Tarkhan che mostra una cinta muraria tipo Muro Bianco ma senza falco sopra e dal serekht rinvenuto a Tura su un altro reperto che mostra in un rettangolo un portale ed una mazza piriforme orizzontale.